# 3852 Glennford
3852 Glennford è un asteroide della fascia principale. Scoperto nel 1987, presenta un'orbita caratterizzata da un semiasse maggiore pari a 3,1101225 UA e da un'eccentricità di 0,1898686, inclinata di 1,24916° rispetto all'eclittica.